# Passiflora viridiflora
Passiflora viridiflora Cav. – gatunek rośliny z rodziny męczennicowatych (Passifloraceae Juss. ex Kunth in Humb.). Występuje endemicznie w południowej części Meksyku. 

## Morfologia
PokrójZdrewniałe, trwałe, owłosione liany.
LiściePotrójnie klapowane, skórzaste. Mają 4–16 cm długości oraz 6–25 cm szerokości. Całobrzegie, z ostrym wierzchołkiem. Ogonek liściowy jest owłosiony i ma długość 15–35 mm. Przylistki są liniowe o długości 3–6 mm.
KwiatyPojedyncze lub zebrane w pary. Działki kielicha są podłużnie lancetowate, zielonożółtawe, mają 1,5-2,2 cm długości. Są pozbawione płatków.
OwoceMają prawie kulisty kształt. Mają 1,5–2 cm średnicy.

## Biologia i ekologia
Nadmorskie lasy liściaste oraz wydmy.